# Don’t Hug Me I’m Scared
A Don’t Hug Me I’m Scared egy brit szatirikus szürrealista websorozat, amelyet Becky Sloan és Joseph Pelling készített. Hat epizódból áll, amik 2011. július 29. és 2016. június 19. között jelentek meg. A sorozatot fekete humor, horrorisztikus elemek és musical jellegű dalok jellemzik. A sorozat egyszerre élőszereplős és bábjátékos, emellett pedig flash, agyag-, és számítógépes animációs, valamint stop motion technikájú.
Az egyes epizódok tipikus gyereksorozatokhoz (például a Sesame Streethez) hasonló módon kezdődnek: antropomorf szereplők járnak körül egy-egy témát. A sorozat ezeket a klasszikus műsorokat parodizálja: a látszólag békés, színes, gyermeki, világot állítja szembe zavaró tartalmakkal. A hat epizód a kreativitás, az idő, a szerelem, a technológia, az egészséges étkezés valamint az álmok témáit tárgyalja.
2020-ban bejelentették, hogy a Don't Hug Me I'm Scared folytatása 2022-ben televíziós sorozatként fog adásba kerülni Channel 4-on.

## Cselekmény

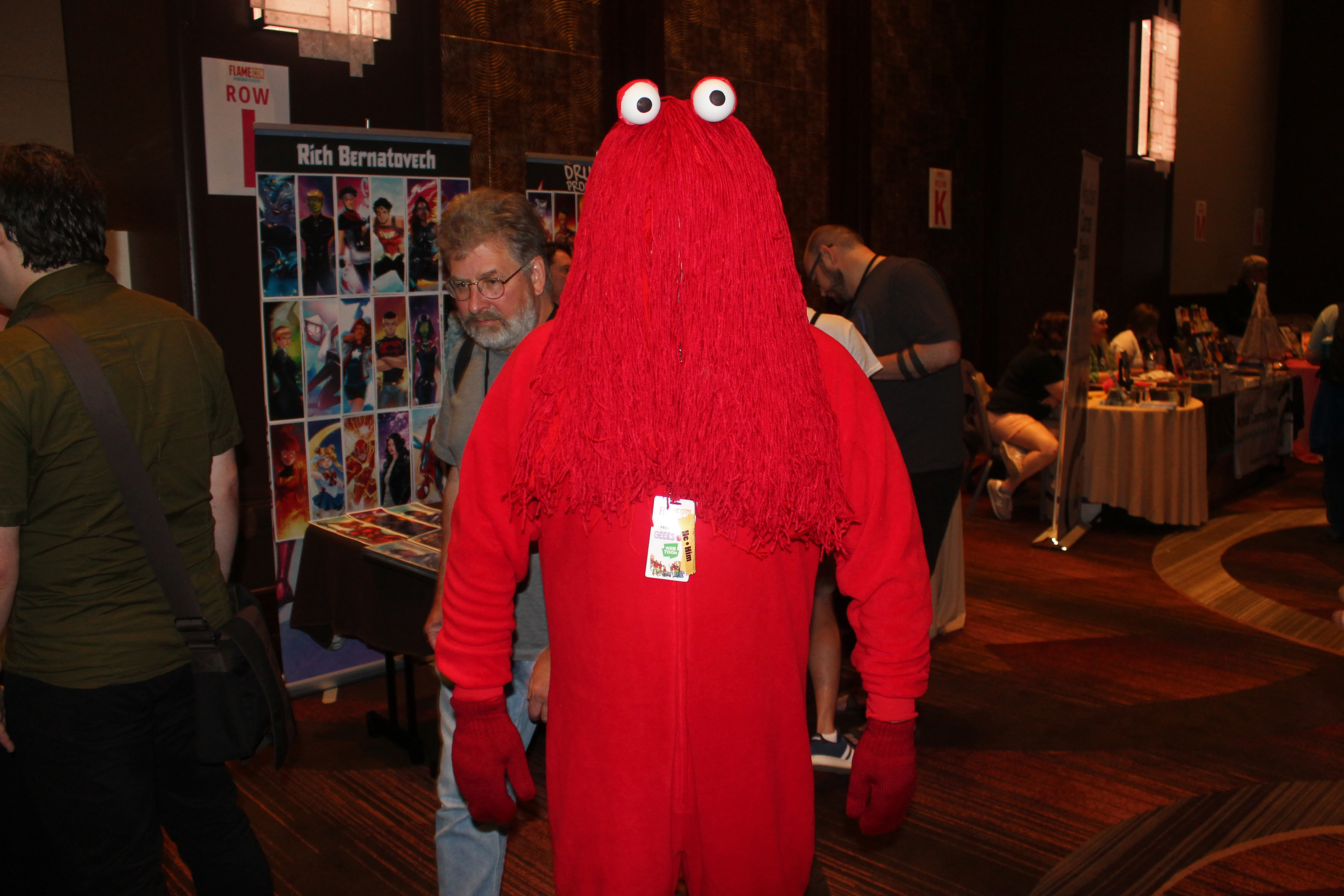
Red Guy cosplay

A sorozatnak három főszereplője van: egy overallt viselő, kék hajú, sárga színű humanoid gyerek, egy antropomorf, felöltőt viselő vadkacsa, valamint egy piros színű, felmosórongy jellegű fejű humanoid. Az epizódokban egyikük sincsen explicit megnevezve. A sorozatról szóló szövegekben ezért gyakori, hogy a külsejük alapján azonosíták őket: Yellow Guy (Sárga Srác), Duck (Kacsa) illetve Red Guy (Piros Srác) néven. Számos epizódban szerepel még Yellow Guy apja, Roy.
Az egyes epizódokban a főszereplők egy vagy több antropomorf tárggyal vagy lénnyel találkoznak. Az új szereplő a tanár szerepét veszi fel: egy vidám hangvételű dalba kezd, amiben a mindennapi élet valamely alapvető aspektusáról van szó. Az epizód előrehaladtával egyértelművé válik, hogy a dal önellentmondásokat tartalmaz és értelmetlen, a tanárt pedig hátsó szándékok vezérlik.
A későbbi epizódokban a szereplők egyre kritikusabban állnak a tanárok üzeneteihez, és egyre inkább megkérdőjelezik magát a valóságot, amiben élnek.

## Gyártás
Sloan és Pelling a Kingston Egyetemen tanultak képzőművészetet illetve animációt. Itt is ismerkedtek meg, és indították el néhány barátjukkal közösen a THIS IS IT Collective-et. A Don't Hug Me I'm Scared első epizódját szabadidejükben, külső pénzügyi támogatás nélkül hozták létre. A projekt kezdetétől fogva tervezték, hogy egy teljes sorozatot készítsenek, de az első epizód elkészülte után ezt elvetették. Miután a kisfilm népszerűvé vált, visszatértek a sorozat koncepciójához. A második epizódot Channel 4-hoz tartozó Random Acts finanszírozta. Ezt követően a sorozat más finanszírozási ajánlatokat is kapott, Sloan és Pelling azonban visszautasították ezeket, hogy „szabadságukban álljon, hogy pontosan azt csinálják, amit akarnak.”
2013 májusában Sloan és Pelling bejelentették, hogy a további epizódok finanszírozására egy Kickstarter adománygyűjtő kampányt indítanak. A kampány részeként alacsony felbontású kamerafelvételeket töltöttek fel, amiken a túszul ejtett és váltságdíjért fogva tartott főszereplők láthatók. 2014. június 19-én elérték a kitűzött 96 000 fontos célt, és végül összesen 104 935 fontot gyűjtöttek össze.

### Televíziós sorozat
2020. július 7-én hivatalosan bejelentették, hogy a Channel 4 átvette a sorozatot. 2021. szeptember 1-jén megerősítést nyert, hogy a sorozat a forgatást befejezte, és folyamatban van a vágás. 2022. június 19-én bejelentették, hogy az új sorozat 2022 szeptemberében kerül adásba. Eredetileg szeptember 12-ére tervezték a premiert, II. Erzsébet királynő halála miatt viszont ezt el kellett halasztani. A sorozatot végül szeptember 23-án mutatták be az All 4 streamingplatformon és szeptember 30-án a Channel 4 csatornán.

## Epizódok

### Websorozat (2011–2016)
| # | Cím                              | Bemutató          |
| --- | -------------------------------- | ----------------- |
| 1 | Don't Hug Me I'm Scared          | 2011. július 29.  |
| Egy beszélő vázlatfüzet kreativitásra tanítja a főszereplőket. |                                  |                   |
| 2 | Don't Hug Me I'm Scared 2 - TIME | 2014. január 8.   |
| Egy Tony nevű falióra elmagyarázza az idő fogalmát. |                                  |                   |
| 3 | Don't Hug Me I'm Scared 3        | 2014. október 31. |
| A három főszereplő piknikezik. Duck lecsap egy pillangót, mert méhnek nézi. Ez feldúlja Yellow Guyt, aki otthagyja a többieket, és találkozik egy másik pillangóval, aki elmagyarázza, a szeretet hogyan tehetné jobbá a világot.                                                                               |                                  |                   |
| 4 | Don't Hug Me I'm Scared 4        | 2015. április 15. |
| A főszereplők társasjátékozás közben azon tanakodnak, hogyan tanulhatnának többet a világról. Colin, a számítógép megmutatja nekik, mi mindenre képes a digitális világ. |                                  |                   |
| 5 | Don't Hug Me I'm Scared 5        | 2015. október 14. |
| Yellow Guy és Duck étkezéshez készülnek a konyhában, de érzik, hogy valami nincs rendben: Red Guy nincs velük. Még mielőtt megértenék, mi történt, ételek és konyhai eszközök veszik őket körbe. Az egészséges étrendről beszélnek a két főszereplőnek, végül pedig ráveszik Yellow Guyt, hogy egye meg Duckot. |                                  |                   |
| 6 | Don't Hug Me I'm Scared 6        | 2016. június 29.  |
| Yellow Guy egyedül van és fél. Aludni próbál, de egy lámpa megakadályozza ebben, és arról énekel neki, hogyan működnek az álmok. Eközben Red Guy szembeszáll Royjal. |                                  |                   |

### Pilot (2018)
A websorozat epizódjainál hosszabb formátumú, televíziós vetítésre szánt új sorozat pilotja 2018-ban készült el. A pilotot a 2019-es Sundance Filmfesztiválon mutatták be. A pilot a sorozatot a korábbinál jobban az aktuális ügyek irányába vitte, és nem volt meg benne „az az időtlenség és klausztrofóbia,” ami a websorozatot jellemezte. Az új irányt a készítők végül elvetették, az epizód trailerét pedig eltávolították a sorozat YouTube-csatornájáról is.
| # | Cím         | Bemutató                    |
| --- | ----------- | --------------------------- |
| — | Wakey Wakey | nem volt nyilvános bemutató |
| Red Guy, Yellow Guy és Duck eseménytelen módon élnek Clayhill városában. Amikor azonban a polgármester eltűnik, eluralkodik a káosz. |             |                             |

### Televíziós sorozat (2022–)
| # | Cím         | Televíziós bemutató  |
| --- | ----------- | -------------------- |
| 1 | Jobs        | 2022. szeptember 30. |
| Red Guy, Yellow Guy és Duck a tervek szerint egy egész napon át semmit nem csinálnának. Ez Ducknak nem tetszik, és megörül a lehetőségnek, hogy egy beszélő aktatáska bevezeti őket a munka világába. |             |                      |
| 2 | Death       | 2022. szeptember 30. |
| Duck az újságból értesül arról, hogy halott, mert elfelejtett vizet inni. A temetés után Red Guy és Yellow Guy szembesülnek azzal, milyen, ha csak ketten vannak.                                     |             |                      |
| 3 | Family      | 2022. október 7.     |
| Egy ikerpár szerint a főszereplők nem alkotnak családot, és meghívják őket magukhoz, hogy megmutassák nekik, milyen egy igazi család.                                                                 |             |                      |
| 4 | Friendship  | 2022. október 7.     |
| A főszereplők internetezni készülnek a számítógépen, de Yellow Guy elfelejtette a jelszót. Red Guy és Duck ezért durván lehordják, ám Warren, a féreg közbeavatkozik.                                 |             |                      |
| 5 | Transport   | 2022. október 14.    |
| Red Guy unja a házat, ahol laknak, és szeretne elmenni máshova. |             |                      |
| 6 | Electricity | 2022. október 14.    |
| A villanyóra az elektromosságról beszél a triónak, és kiderül, hogy Yellow Guy is elemmel működik. Amikor a régi elemeit újakra cserélik, új horizontok nyílnak előtte.                               |             |                      |

## Fordítás
- Ez a szócikk részben vagy egészben  a   Don't Hug Me I'm Scared című angol Wikipédia-szócikk ezen változatának fordításán alapul.  Az eredeti cikk szerkesztőit annak laptörténete sorolja fel. Ez a jelzés csupán a megfogalmazás eredetét és a szerzői jogokat jelzi, nem szolgál a cikkben szereplő információk forrásmegjelöléseként.